# Замок Бостон

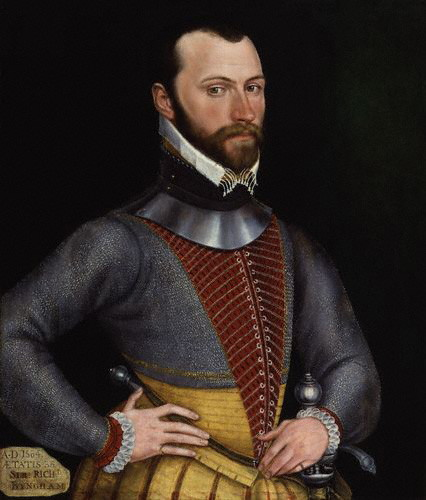
Сер Річард Бінгем (1584—1597) — руйнівник замку Бостон.

Замок Бостон (англ. Boston Castle, Cloondooan Castle, ірл. Caisleán na Móinín na gCloigeann, Druim na Doimhne) — замок Клундуен, замок Мойнін на г-Клогенн, Друм на Доймне — один із замків Ірландії, розташований в графстві Клер, біля одноіменного селища Бостон, в приході Кілкіді, біля озера Лох-Банні, нині лежить в руїнах. Поруч розташований природний національний парк Буррен, біля кордону з графством Голвей.
Нині від замку лишилась тільки одна башта — збережена наполовину — тільки північна стіна башти з фрагментами поверхів. Башта мала чотири поверхи з вікнами та бійницями на нижніх поверхах, між поверхами було перекриття у вигляді склепіння. На верхньому поверсі було два великих вікна. Замок стоїть на північному краю вала, що був насипаний і укріплений кам'яною кладкою. Нині руїни башти піднімаються на висоту 60 футів, всі інші будівлі замку не збереглися.
Назва Бостон виникла пізніше, скоріше всього в ХІХ столітті, як іронічна назва або назва кількох споруд, що побудували в цих місцях в 1839 році і належали маркізу Томонд. Ірландська назва цього замку Мойнін на г-Клогенн. Назву можна перекласти як «замок маленької луки» або «замок болота черепів». Можливо, назва «замок Бостон» помилкова назва, що була перенесена з іншої місцевості, що розташована в Кратлоу, що південніше.
Біля руїн замку Бостон розташовані руїні ще двох замків — Клуайн Дубайн та Скагард, що стоять на березі озера Лох-Банні. Колись ці три замки біли місцями жорстоких битв та облог. У XVI столітті замок Клундуен вважався одним з найбільш укріплених замків, що належали ірландським кланам. Зокрема, в свій час ці замки захищав ірландський ватажок Махон О'Браєн — син Турлу О'Браєна — він тримав оборону цих замків протягом трьох місяців, доки не був вбитий пострілом з мушкета. Вбив його англійський офіцер сер Річард Бінгем (1584—1597), що служив королеві Англії Єлизаветі І. Ці бої та події відбулися в 1586 році. Річард Бінгем був призначений королевою Англії «лордом Коннахту», і він почав війну проти непокірних ірландських кланів. Але йому знадобилося три місяці виснажливих боїв, щоб, нарешті, здобути замок Клундуен (Бостон). Після загибелі ватажка його люди, що були жителями навколишніх сіл, вирішили здатися в полон, сподіваючись на милість переможців. Але марно — всі полонені були страчені. Після падіння замок Клундуен був зруйновний англійським військом.